# Українська ідентичність
Украї́нська іденти́чність, украї́нство — історично сформована адаптивно-еволюційна система, що являє собою систему ознак і властивостей, які вирізняють українську людину, українську спільноту й українську культуру з-поміж інших аналогічних об'єктів (феноменів).
Системоутворювальним чинником буття українства як великої соціальної групи є українськість в її етнічній, культурно-мистецькій, громадянсько-політичній та інших формах.
Події середини XVII століття в Україні стали одним із ключових етапів становлення українства як спільноти. Попри те, що світогляд та політико-правова культура «руського православного народу Корони Польської» не можуть тлумачитися в контексті уявлень про сучасні нації, вони цілком відповідали тодішнім європейським тенденціям становлення протонаціональних спільнот. Інтегрувальну роль для останніх відігравали передовсім етноконфесійні чинники (зокрема Реформація в Німеччині та Контрреформація у Польщі, релігійни війни XVI століття) та освічені еліти, які виступали у ролі їх політичного речника навіть за умов станово-корпоративної свідомості.

## Історичний розвиток категорії
Тлумачення терміна відрізнялось на різних етапах суспільного та наукового розвитку.
У ХІХ ст. термін «українство» означав прихильників українського фольклору, побуту, пісні, традицій та намагання їх зберегти і вивчати.
З кінця ХІХ — початку XX ст. поняття асоціювалося з українським національним рухом та показувало свідому настанову на вибір українськості як життєвої позиції.
У сучасному українознавстві та суміжних науках (зокрема, історії України) ідеться про широке синтетичне розуміння українства, в якому поєднано різні природні, соціокультурні та інші виміри. Українська ідентичність визначається наявністю хоча б однієї з чотирьох ознак:
- етнічне походження та самоідентифікація;
- усвідомлення спільної з іншими представниками українського етносу історичної долі та часової перспективи;
- залученість в український культурно-інформаційний простір;
- свідома діяльність з поширення української культури.

В першому та другому випадках йдеться про ідентичність як соціально-психологічну основу українства; у третьому та четвертому — про активні прояви українськості, себто діяльність, присвячену поширенню форм та ідей української культури.
Разом з тим, причетність до українського культурно-інформаційного простору може бути як підсумком пасивної етнізації, так і активного акту самовизначення особистості, усвідомлення себе частиною української нації. Тому до представників українства можна віднести не тільки українців за походженням, а і всіх тих, хто свідомо відносить себе до української спільноти, бувши учасником українського культурного та політичного буття. Себто, до кола поняття «українська ідентичність» можна відносити як етнічних українців, так і активних та свідомих представників неукраїнців — тих, хто пов'язав свою долю з Україною, зокрема, здійснив вагомий внесок у розвиток української культури, науки, державності.
Такий підхід дозволяє розглядати українські етнос та націю як форми розвитку українства: у першому випадку це традиційна мовно-культурна спільнота, у другому ж — культурно-політична спільнота, що стає активним суб'єктом, здатним інтегрувати інші етнонаціональні елементи на даній території, у межах даної держави.
Етнічне походження, традиційна культура, антропологічний та господарсько-культурний тип, екогеографічні компоненти природного середовища прихильниками такого підходу розглядаються як об'єктивне підґрунтя, що закладає органічну основу для постання українства. У такому випадку не тільки свідоме сприйняття, розуміння та пропагування української культури, але і наявність у особистості українських ментальних ознак та відповідних неусвідомлюваних проявів українськості також є ознаками українства. Так, окрім таких видатних представників українства, як М. Максимович, П. Куліш, М. Костомаров, О. Потебня, М. Драгоманов, П. Юркевич, П. Чубинський, П. Житецький, І. Франко, Леся Українка, до українства слід відносити і поляків В. Липинського та В. Антоновича, росіян Д. Донцова та М. Скрипника, татарина А. Кримського та інших етнічних неукраїнців, що зробили вагомий внесок у розбудову українського соціуму, посилення національної самосвідомості, а також усіх теперішніх звичайних громадян, які особисто пов'язують свою долю з долею української нації. Але так само до українства слід відносити і етнічних українців, байдужих до своєї національної належності, навіть тих, що не ідентифікують себе з нацією. Тому такі, українці за походженням (і, отже, причетні до українського культурно-інформаційного простору), видатні особистості, як Ф. Прокопович та М. Гоголь по-своєму представляли українство, і своєрідні вияви їхньої українськості виявились у їхній соціальній та культурній діяльності.

## Дослідження
Ярослав Грицак стверджує, що в кінці 19 — на початку 20 століть перед українцями постала проблема національного самовизначення. Вони не були єдині в цьому плані — така ж проблема виникла і в інших народів Середньої та Східної Європи:
Цікаво, що у створеному А. Каппелером описі 209 представників українського національного руху лише незначна меншість з них цілковито належала до української ідентичності. Тобто в цьому випадку єднальним чинником для створення модерної нації могли виступати не тільки культура і мова, а й демократичні ідеали.
На думку Андрія Окари, якби в ті часи українців було набагато менше, то вони пішли б шляхом розвитку кубанських чорноморських козаків: бувши нащадками запорожців і зберігши культуру та, частково, мову, зараз є прибічниками російської ідентичності та державності:
Згідно соціологічного дослідження червня 2024 року Центру Разумкова, — 95 % опитаних громадян України вважають себе етнічними українцями, 2 % — етнічними росіянами, 2 % віднесли себе до інших етносів, 1,5 % не визначилися із своєю етнічною належністю.